# Peryfraza
Peryfraza (z gr. peri „wokół” i phrásis „mowa; wyrażenie, zwrot”; inaczej: omówienie, wyrażenie omowne) – figura stylistyczna, która polega na zastąpieniu określenia powszechnego wielowyrazowym opisem, charakteryzującym typowe cechy danego przedmiotu, czynności, osoby itp. Może być stosowana w celu urozmaicenia stylistycznego, wyeliminowania powtórzeń tego samego określenia lub osłabieniu jego wymowy. Może też służyć celowemu ukryciu bezpośredniego znaczenia za określeniem aluzyjnym.
Charakterystyczną peryfrazą posłużył się Mickiewicz (Zima miejska):
Drugi stambulskie oddycha gorycze
Lub pije z chińskich ziół ciągnione treści.
Stambulskie gorycze zastępują tutaj tytoń, a z chińskich ziół ciągnione treści – herbatę.
Takim sposobem wyrażania myśli posługiwali się często twórcy klasycyzmu, eliminując w ten sposób z języka poetyckiego wyrazy potoczne, do których odnosili się niechętnie.
W stylu artystycznym peryfrazy często cechują się niecodziennością i walorami estetycznymi. Peryfraza jest charakterystyczna dla stylu publicystycznego, stanowiąc jeden z środków wariantywności jego słownictwa.
Szczególną odmianą peryfrazy jest eufemizm, który służy złagodzeniu znaczenia pewnych wyrazów, np. mijanie się z prawdą zamiast kłamstwo.